# David Stetter
David Stetter (* 17. Februar 1882 in Wain; † 17. September 1963 in Stuttgart) war ein deutscher Gewerkschafter, Verwaltungsbeamter und Politiker (SPD). Von 1948 bis 1952 war er Arbeitsminister des Landes Württemberg-Baden.

## Leben und Beruf
David Stetter wurde am 17. Februar 1882 als Sohn eines Schuhmachers in Wain geboren. Nach dem Besuch der Volksschule arbeitete er zunächst als Hütejunge im Allgäu, wechselte 1896 als Knecht auf einen Bauernhof und war 1901/02 als Haus- und Pferdeknecht in Haslach und Cannstatt tätig. Von 1902 bis 1904 leistete er Militärdienst beim 119. Infanterie-Regiment in Ludwigsburg. Anschließend nahm er eine Tätigkeit als Telegraphenarbeiter auf, bis er 1906 eine Beschäftigung als Hilfsmonteur beim Städtischen Gaswerk in Stuttgart erhielt. Von 1914 bis 1918 nahm er als Soldat am Ersten Weltkrieg teil. Während des Krieges wurde er an der Westfront eingesetzt.
Stetter trat 1906 in die Gewerkschaft der Gemeinde- und Staatsarbeiter ein, war von 1906 bis 1912 Vertrauensmann und wurde im Anschluss hauptamtlicher Gewerkschaftssekretär. Er war ab 1920 Mitglied des Gewerkschaftsvorstandes in Berlin und beteiligte sich 1922 maßgeblich an der Gründung des Allgemeinen Deutschen Beamtenbundes (ADB). Nach der Machtübernahme der Nationalsozialisten wurde er aus politischen Gründen entlassen und von Juli bis September 1933 kurzzeitig in „Schutzhaft“ genommen. In den folgenden Jahren wirkte er als Inhaber eines Buch- und Zeitschriftenhandels in Stuttgart. Er wurde 1938 erneut verhaftet und kurzzeitig ins Schutzhaftlager Welzheim verbracht. Von 1943 bis 1945 war er als landwirtschaftlicher Arbeiter in Oberschwaben tätig. 1944 wurde er zu Schanzarbeiten im Elsass dienstverpflichtet.
Nach dem Zweiten Weltkrieg beteiligte sich Stetter am Wiederaufbau der Gewerkschaften in Württemberg und war Mitglied des Stuttgarter Gewerkschaftsbundes. Er war ab Oktober 1945 Leiter der Abteilung Arbeit und Sozialpolitik im Wirtschaftsministerium des Landes Württemberg-Baden und erhielt im Dezember 1945 eine Stellung als Ministerialdirektor im dortigen Arbeitsministerium. Im Januar 1949 wurde er ehrenamtliches Mitglied des Hauptvorstandes der Gewerkschaft Öffentliche Dienste, Transport und Verkehr (ÖTV). Daneben war er von 1945 bis 1950 Präsident des Württembergischen Sängerbundes. Von 1952 bis 1959 war er Vorsitzender der Arbeitsgemeinschaft Mensch und Arbeit und anschließend bis zu seinem Tode deren Ehrenvorsitzender. David Stetter starb am 17. September 1963 in Stuttgart.
Seine Brüder Georg Stetter und Johannes Stetter waren ebenfalls Gewerkschafter und Politiker.

## Politik
Stetter trat 1906 in die SPD ein und war von 1913 bis 1920 Mitglied des Stuttgarter Gemeinderates. 1946 gehörte er der Verfassunggebenden Landesversammlung Württemberg-Badens an. Nachdem der bisherige Arbeitsminister Rudolf Kohl (KPD) entlassen worden war, wurde Stetter am 24. Juli 1948, in seiner Funktion als Ministerialdirektor im Arbeitsministerium, geschäftsführender Arbeitsminister in der von Ministerpräsident Reinhold Maier geführten Allparteienregierung des Landes Württemberg-Baden. Nach der Landtagswahl am 19. November 1950 und der anschließenden Bildung einer Koalition aus DVP und SPD wurde er am 11. Januar 1951 als Arbeitsminister bestätigt. Während seiner Amtszeit beteiligte er sich vor allem an der Konzeption der Schwerbeschädigten- und Kündigungsschutzgesetze. Aufgrund der Bildung des „Südweststaates“ Baden-Württemberg schied er am 25. April 1952 aus der Landesregierung aus.

## Ehrungen
- Großes Bundesverdienstkreuz, 1952
- Goldene Verfassungsmedaille des Landes Baden-Württemberg, 1962